# Olesia Povch
Olesia Ivanivna Povch (ukrainska: Олеся Іванівна Повх), född den 18 oktober 1987 i Dnepropetrovsk, Ukrainska SSR, Sovjetunionen, är en ukrainsk friidrottare som tävlar i sprint.